# Ceredo
Ceredo – miasto w Stanach Zjednoczonych, w stanie Wirginia Zachodnia, w hrabstwie Wayne.